# Cees van Lent

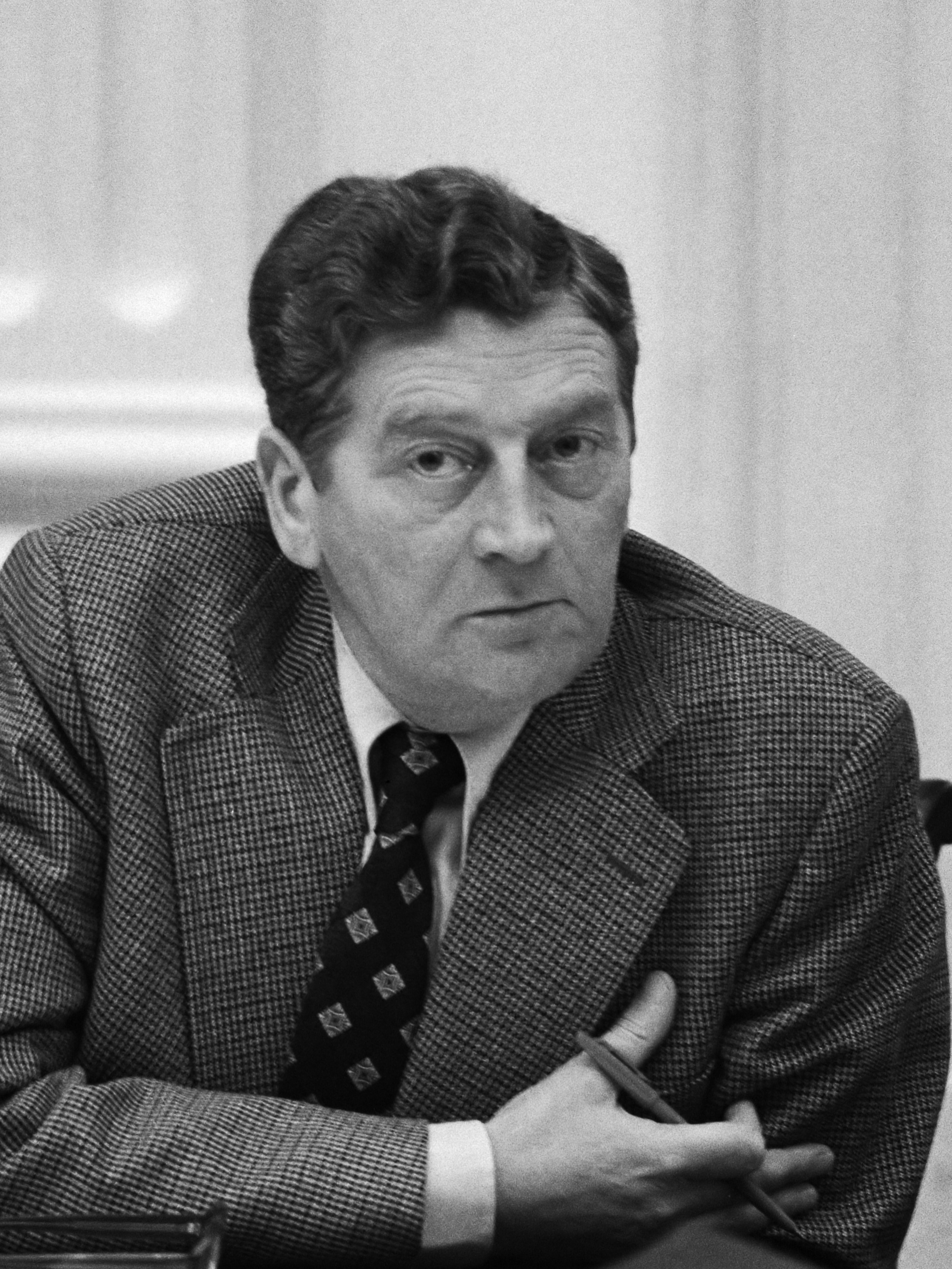
Cees van Lent (1977)

Cornelis „Cees“ Leonardus Josephus van Lent (* 27. Juli 1922 in Heemstede, Provinz Noord-Holland; † 8. März 2000 in Leidschendam, Provinz Zuid-Holland) war ein niederländischer Offizier und Politiker der Katholieke Volkspartij (KVP) sowie danach des Christen-Democratisch Appèl (CDA), der unter anderem Brigadegeneral sowie zwischen 1974 und 1977 im Kabinett Den Uyl und im Anschluss von 1977 bis 1981 im ersten Kabinett Van Agt Staatssekretär im Verteidigungsministerium war.

## Leben

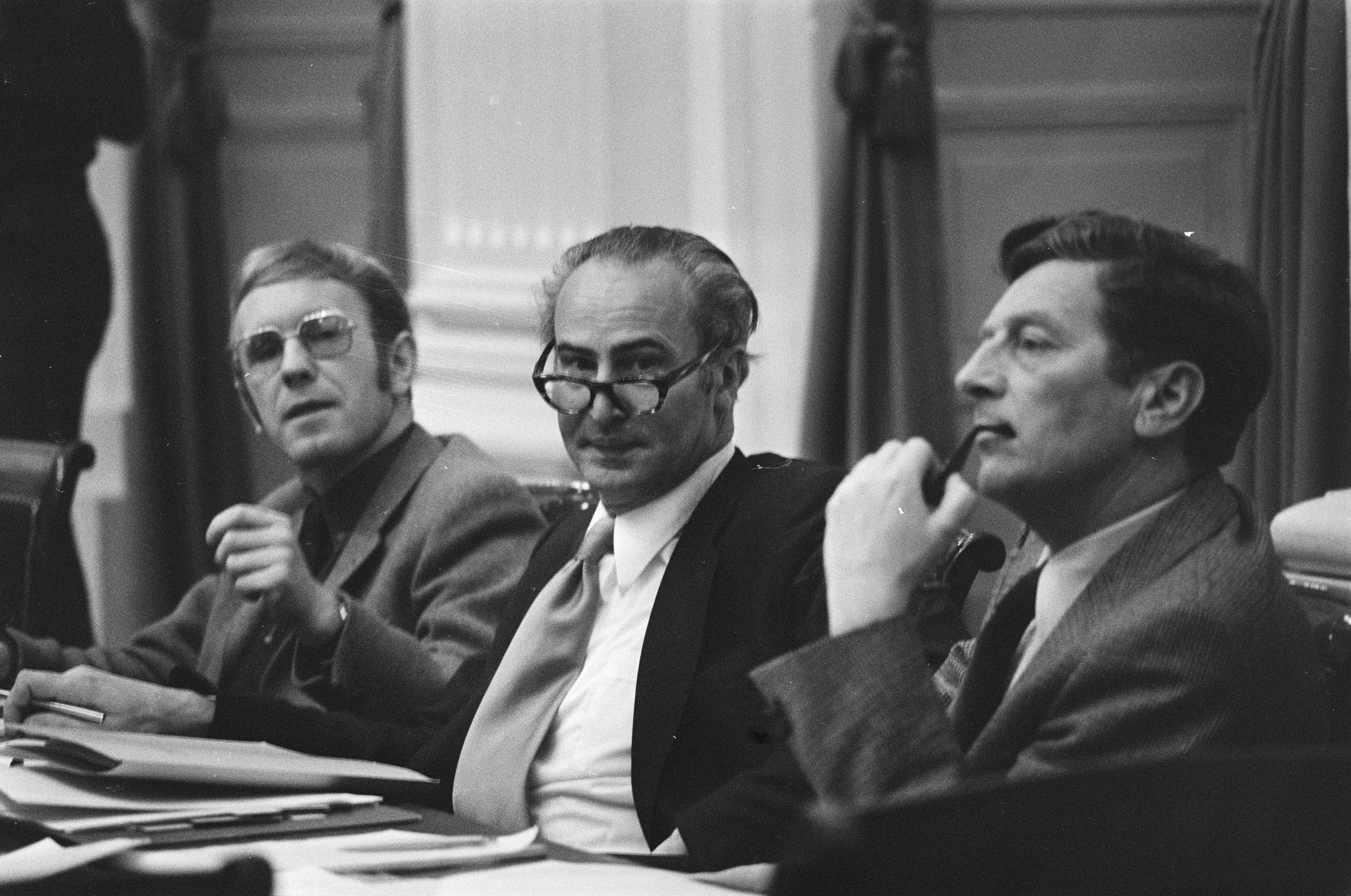
Van Lent (rechts) mit Staatssekretär Bram Stemerdink (links) und Verteidigungsminister Henk Vredeling während einer Debatte in der Zweiten Kammer der Generalstaaten (20. Januar 1976)

Cornelis „Cees“ Leonardus Josephus van Lent, der aus einer römisch-katholischen Familie stammte, absolvierte eine Offiziersausbildung und fand zahlreiche Verwendungen als Offizier, Stabsoffizier und Generalstabsoffizier im Heer (Koninklijke Landmacht) der niederländischen Streitkräfte (Nederlandse Krijgsmacht). Er engagierte sich zwischen 1970 und 1971 als Vorsitzender des Verbandes Christlicher Offiziere (Christen Officieren Vereniging). Nachdem er bis zum 1. Mai 1973 im Rang eines Obersts (Kolonel) Leiter der Personalabteilung und Dienstchef für Personal der Königlich Niederländische Armee war, fungierte er vom 1. Mai 1973 bis 11. März 1974 als Vizechef des Stabes der Königlich Niederländischen Armee für Personal. In dieser Verwendung erfolgte am 1. November 1973 seine Beförderung zum Brigadegeneral (Brigade-generaal).
Nach dem krankheitsbedingten Rücktritt von Staatssekretär Joep Mommersteeg übernahm van Lent am 11. März 1974 im Kabinett Den Uyl das Amt als Staatssekretär im Verteidigungsministerium (Staatssecretaris van Defensie) und war als solcher bis zum 19. Dezember 1977 zuständig für Angelegenheiten der Personalbereitstellung, der Personalführung, der Personalpolitik und der Personalbetreuung des freiwilligen und dienstpflichtigen Militärs und des Zivilpersonals, für Angelegenheiten der psychiatrischen und medizinischen Versorgung, der Aus- und Weiterbildung in der Bundeswehr und für Angelegenheiten der Kriegsdienstverweigerer aus Gewissensgründen sowie der Wehr- und Abfindungen.
Das Amt als Staatssekretär im Verteidigungsministerium bekleidete Cees van Lent zwischen dem 28. Dezember 1977 und dem 11. September 1981 auch ersten Kabinett Van Agt und war wiederum für Angelegenheiten der Personalbereitstellung, der Personalführung, der Personalpolitik und der Personalbetreuung des freiwilligen und dienstpflichtigen Militärs und des Zivilpersonals, für Angelegenheiten der psychiatrischen und medizinischen Versorgung, der Aus- und Weiterbildung in der Bundeswehr und für Angelegenheiten der Kriegsdienstverweigerer aus Gewissensgründen sowie der Wehr- und Abfindungen zuständig sowie zusätzlich noch für Fragen der Verteilung von Verteidigungsdiensten.
1978 brachte er zusammen mit Verteidigungsminister Willem Scholten eine Novelle des Wehrdienstverweigerungsgesetzes (Wet gewetensbezwaren militaire dienst) durch, die zu einer Vereinfachung der Anträge auf Anerkennung der Kriegsdienstverweigerung und zu einer geänderten Behandlung von Einsprüchen gegen eine ablehnende Entscheidung führte. Er hatte den Gesetzentwurf 1976 gemeinsam mit dem damaligen Verteidigungsminister Henk Vredeling in der Zweiten Kammer verteidigt, woraufhin die parlamentarische Behandlung fortgesetzt und 1978 abgeschlossen wurde. Der ursprüngliche Gesetzentwurf wurde bereits 1971 vom damaligen Verteidigungsminister Willem den Toom vorgelegt. 1979 war er als Staatssekretär für das Verteidigungspersonal hauptverantwortlich für die flankierende Politik des Einsatzes niederländischer Soldaten im Südlibanon. Er eröffnete 1981 die Möglichkeit für Frauen, eine Ausbildung zur Seekadettin (Adelborst) am Königlichen Marineinstitut KIM (Koninklijk Instituut voor de Marine) zu absolvieren.
Nach dem Zusammenschluss seiner Katholieke Volkspartij (KVP) mit der Anti-Revolutionaire Partij (ARP) und der Christelijk-Historische Unie (CHU) wurde er am 11. Oktober 1980 Mitglied des daraus hervorgegangenen Christen-Democratisch Appèl (CDA). Nach seinem Ausscheiden aus der Regierung war van Lent von 1982 bis 1984 der Stiftung des Königin-Wilhelmina-Fonds (Stichting Koningin Wilhelmina Fonds).